# Вулиця Відпочинку (Київ)
Ву́лиця Відпочи́нку — вулиця у Святошинському районі міста Києва, місцевість Святошин. Пролягає від тупика до Івана Крамського. 
Прилучається вулиця Анатолія Петрицького (двічі, дві частини).

## Історія
Вулиця виникла в 50-ті роки XX століття під назвою Нова. Сучасна назва — з 1957 року.

## Установи та заклади
- Міська клінічна лікарня № 5 (буд. № 11).